# Подолинець
Подолинець або Подолінец (словац. Podolínec) — місто на Спиші в долині р. Попрад.

## Географія
Розташоване на півночі східної Словаччини на межі Списької Магури, Попрадської угловини та Левоцьких гір. Протікає Залажний потік.

## Історія
Вперше згадується у 1244 році.

## Пам'ятки культури
- міська ратуша, яка стоїть на місці колишньої середньовічної фортеці з 15 ст.

### Храми
- готичний римо-католицький костел з 1298 року з дзвіницею в стилі ренесансу
- римо-католицький костел св. Анни з 13 ст.
- монастир піаристів з 1647–1651 рр. в стилі бароко
- монастирський костел з 1651 року в стилі бароко

## Населення
| Рік:            | 1994. | 2004.   | 2014.   | 2024.   |
| --------------- | ----- | ------- | ------- | ------- |
| Кількість осіб: | 3114  | 3172    | 3202    | 3048    |
| Різниця:        |       | +1,86 % | +0,94 % | -4,80 % |

| Рік:            | 2023. | 2024.   |
| --------------- | ----- | ------- |
| Кількість осіб: | 3055  | 3048    |
| Різниця:        |       | -0,22 % |

У місті проживає 3 300 осіб.
Національний склад населення (за даними останнього перепису населення — 2001 року):
- словаки — 94,71 %
- роми — 4,00 %
- чехи — 0,25 %
- русини — 0,16 %
- українці — 0,16 %
- поляки — 0,16 %
- угорці — 0,09 %
- німці — 0,03 %

Склад населення за приналежністю до релігії станом на 2001 рік:
- римо-католики — 90,89 %,
- греко-католики — 2,84 %,
- протестанти — 2,24 %,
- православні — 0,22 %,
- не вважають себе віруючими або не належать до жодної вищезгаданої церкви — 3,68 %